# Kardos (Szlovákia)
Kardos (szlovákul Kardošova Vieska) Demény község településrésze Szlovákiában, a Trencséni kerületben, a Vágbesztercei járásban.

## Fekvése
Vágbesztercétől 12 km-re délkeletre fekszik. Demény központjától 1 km-re keletre található.

## Története
A település kezdetben a vágbesztercei vár tartozéka volt. Később főként a Snopkó, Pupák, Kardos és Galovics családok birtokában állt. 1598-ban Kardoson mindössze két ház állt. 1784-ben a Kardos, Osvald, Jancsich, Hlinicky, Kristofech, Lacovjech és Veselicky nemesi családok uralták.
A 18. század végén Vályi András így ír róla: „VASZKA, és Kardos Vaszka. Két tót faluk Trentsén Várm. földes Uraik Vietóris, Kardos, és több Urak, lakosaik katolikusok, fekszik ez Dományhoz, ama’ pedig Bolessóvhoz nem meszsze, és azoknak filiáji; határbéli földgyeik jól termők, javaik középszerűek.”
Fényes Elek 1851-ben kiadott geográfiai szótárában így ír a faluról: „Kardos-Vaszka, tót falu, Trencsén vmegyében, Domanis mellett: 143 kathol. lak. F. u. a Kardos család.”
A trianoni békéig Trencsén vármegye Vágbesztercei járásához tartozott.
A 20. század elején csatolták Deményhez.

## Népessége
1784-ben 102, 1890-ben 143 lakosa volt.
1910-ben 149, túlnyomórészt szlovák lakosa volt.

## Külső hivatkozások
- Szlovák nyelvű leírás
- Kardos Szlovákia térképén

## Lásd még
- Demény